# Anochetus isolatus
Anochetus isolatus es una especie de hormiga carnívora del género Anochetus, categorizada en la tribu Ponerini, de la subfamilia Ponerinae. Fue descrita por Mann en 1919.

## Distribución
Se distribuye por Asia: Indonesia y Filipinas y Oceanía: Australia, Papúa Nueva Guinea e Islas Salomón.

## Hábitat
Habita en bosques primarios, en la selva tropical y sobre la madera podrida. Se ha encontrado a elevaciones de 304 hasta 1100 m s. n. m.